# Gallaher Group
Gallaher Group är världens 5:e största tobaksbolag och ledande bland annat på den svenska marknaden med många kända varumärken. Gallaher Group tillhör JTI som är en del av Japan Tobacco Group.
Gallaher är ledande på den svenska cigarett- och rulltobaksmarknaden, Gallaher har även blivit uppmärksammat som utmanare till Swedish Match på den svenska snusmarknaden där man på kort tid tagit marknadsandelar. Gallahers mest kända varumärken på den svenska marknaden är bland andra Blend, Level, Right, John Silver, LD, Silk Cut, Benson & Hedges, Gustavus, Strongcut, Rolling, Greve Hamilton, Calmar Nyckel, Grand, Commerce, Glenn, Hobson och Ronson. 